# مارمورا (نیوجرسی)
مارمورا (به انگلیسی: Marmora) یک منطقهٔ مسکونی در ایالات متحده آمریکا است که در آپر، نیوجرسی واقع شده‌است. مارمورا ۷ متر بالاتر از سطح دریا واقع شده‌است.